# Bošice
Bošice är en ort i Tjeckien.   Den ligger i regionen Södra Böhmen, i den sydvästra delen av landet, 120 km söder om huvudstaden Prag. Bošice ligger 591 meter över havet och antalet invånare är 291.
Terrängen runt Bošice är huvudsakligen kuperad, men åt nordost är den platt. Runt Bošice är det ganska glesbefolkat, med 31 invånare per kvadratkilometer. Närmaste större samhälle är Strakonice, 19,6 km norr om Bošice. Omgivningarna runt Bošice är en mosaik av jordbruksmark och naturlig växtlighet.